# Xenosoma
Xenosoma is een geslacht van vlinders van de familie spinneruilen (Erebidae), uit de onderfamilie Arctiinae.

## Soorten
- X. bryki Hering, 1943
- X. dubia Warren, 1900
- X. flaviceps Walker, 1865
- X. flavisedes Dognin, 1891
- X. geometrina Schaus, 1910
- X. nicander Druce, 1886
- X. nigromarginatum Druce, 1886
- X. progonum Hering, 1925